# Proton (raketa)
Proton (rusko Прото́н) (uradna oznaka: UR-500) je težka ruska raketa nosilka (RN) za enkratno uporabo, ki se uporablja za komercialne in vladne izstrelitve. Prvič je poletela leta 1965 in je še vedno v uporabi. Je ena izmed najuspešnejših raket s skoraj 400 izstrelitvami. Rakete izdeluje ustanova Hruničev v Moskvi. Nato se jih transportira do kozmodroma Bajkonur. Na istrelitveno ploščad se jih prevaža v vodoravni legi in se jih potem dvigne v navpično lego.. 
Raketa naj bi bila v uporabi do leta 2030, Angara, ki je trenutno v razvoju naj bi jo nadomestila, mogoče že prej. Proton uporablja toksična hipergolična goriva didušikov tetroksid in hidrazin, podobno kot Ariane 4, Dolgi pohod 2 in 4 ter Titan II III in IV. Je pa prednost teh goriv, da lahko raketa čaka na iztrelišču več dni v pripravljenosti. Kriogenična goriva sicer potrebujeo dotankanje če so več časa na ploščadi, ker se del goriva upari. Večina ameriških raket, Angara in Sojuz uporabljajo kerozin in tekoči kisik, Delta 4 Heavy pa namesto kerozina vodik. Je pa v Ameriki tudi razširjena uporaba "boosterjev" s trdim gorivom.
Ime Proton je dobila po satelitih Proton, ki so bili njeni prvi tovori. Na zahodu je med Hladno vojno imela oznako D-1 ali SL-12/SL-13. Proton je sicer bil razvit kot super balistična raketa (ICBM) z 100 Megatonsko jedrsko konico. Raketa je plod dela Vladimirja Čelomeja, Sergej Koroljev je sprva raketi nasprotoval zaradi uporabe toksičnih goriv
Kapaciteta tovora v nizkozemeljsko orbito je po navadi 20,7 ton. V geostacionarno transferno orbito pa okrog 6 ton. Komercialna lete trži (ILS) - International Launch Services. 

## Tehnične specifikacije
- Status: V uporabi
- Višina: 53 m (174 ft)
- Premer:	7,4 m (24 ft)
- Masa: 693,81 ton (1 529 600 lb)
- Stopnje: 3 ali 4
- Kapaciteta: tovor v NZO: 20,7 ton (46 000 lb), tovor v GTO: 6 ton (13 000 lb)
- Status: V uporabi
- Izstrelišče: Bajkonur, LC-200 & LC-81
- Izstrelitev (skupaj): 390 (345 uspehov in 45 napak)
- Prva izstrelitev: 16. julij 1965 Proton-K: 10. marec 1967, Proton-M: 7. april 2001
- Zadnja izstrelitev: Proton: 6. julija 1966; Proton-K: 30. marec 2012
- Pomembne izstrelitve: Salyut 6 & Salyut 7, sestavni deli za Mir in Mednarodno vesoljsko postajo; ViaSat-1;

Prva stopnja:
- Motorji: 6x  RD-275
- Potisk:	10,47 MN (1.9 milijona funtov)
- Čas zgorevanja prve stopnje: 126 s
- Gorivo: hipergolična kombinacija N2O4 in UDMH

Druga stopnja:
- Motorji: 3 RD-0210 & 1 RD-0211
- Potisk: 2.399 MN (539 000 lbf)
- Čas zgorevanja druge stopnje: 208 s
- Gorivo: hipergolična kombinacija N2O4 in UDMH

Tretja stopnja:
- Motor: 1 RD-0212
- Potisk: 630 kN (140 000 lbf)
- Čas zgorevanja tretje stopnje: /
- Gorivo: hipergolična kombinacija N2O4 in UDMH

Četrta stonpja - Blok-D/DM
- Motor: RD-58M
- Potisk:	83,4 kN (18 700 lbf)
- Čas zgorevanja četrte stopnje: /
- Gorivo: kerozin in tekoči kisik